# Henri-Elisabeth Jougla de Paraza
Pour les articles homonymes, voir Jougla et Paraza (homonymie).
Henri-Elisabeth Jougla de Paraza, né à Toulouse le 8 décembre 1745 et mort le 13 août 1801 à Vernet, est un diplomate français.

## Biographie
Fils puiné de André Jougla de Paraza, il entra tout d'abord dans le corps des Mousquetaires, et se fit remarquer par le duc de Choiseul, alors ministre des affaires étrangères, qui lui proposa une carrière diplomatique. Paraza se mit alors à étudier les langues étrangères des pays qu'il parcourut, et finit par se consacrer entièrement aux études linguistiques, délaissant la carrière diplomatique. La mort de son père et de son frère ainé l'appela en 1769 au parlement de Toulouse, où il entra en qualité de conseiller.
En 1788, il obtint la charge de président à mortier que quittait Chambon et, en 1789, il fut reçu mainteneur de l'Académie des Jeux floraux. Il s'exila en Italie à la Révolution, et ne rentra en France que peu avant sa mort.